# MicroDOS
MicroDOS (MDOS) — одна из первых операционных систем для персональных компьютеров БК-0010 и БК-0010-01. Имела достаточно богатую систему команд, поддерживала пакетные файлы. В отличие от многих аналогов умела работать с дисководом.
Файловая система MicroDOS стала фактически стандартом для операционных систем для БК, она умела отслеживать одноимённые файлы, и даже предлагала пользователю выбор, что сделать при попытке записать файл с уже существующим именем.
Внешне и по командам напоминала MS-DOS.
Имела серьёзный недостаток в виде низкой надежности. Это было вызвано проектированием системы на работу на станциях с минимальным объёмом ОЗУ. В результате все неиспользуемые фрагменты памяти записывались на нулевую дорожку дискеты. Дискеты должны быть постоянно открыты для записи, что из-за их низкой надежности приводило к повреждениям нулевой дорожки и потере информации с дискеты. Был разработан ряд утилит, позволявших резервировать файловую систему на других дорожках, либо вообще исключить необходимость записи буферной области памяти на дискету. Для удобной работы с файлами можно было запустить дополнительную операционную систему NORTON, но в отличие от MS-DOS эта программа была не оболочкой, а почти самостоятельной ОС, перехватывающей управление дисководом, что лишало MicroDOS ряда полезных функций.
Эти недостатки привели к возникновению новых, более продвинутых ОС, в первую очередь ANDOS и MK-DOS.